# 이나촌 (나가노현)
이나촌(伊那村)은 나가노현 가미이나군에 있던 촌이다. 성립 당시의 이름은 히가시이나촌(東伊那村)이다. 현재의 고마가네시에 해당한다.

## 역사
- 1889년 4월 1일 - 정촌제 시행에 의해, 히가시이나촌이 단독으로 자치체를 형성하였다.
- 1898년 6월 17일 - 히가시이나촌이 이나촌으로 개칭되었다.
- 1954년 4월 1일 - 아카호정·미야다정·나카자와촌과 합병해 고마가네시가 성립하여. 이나촌은 폐지되었다.

## 참고문헌
- 角川日本地名大辞典 20 長野県